# إيزابيل جويل
إيزابيل جويل (بالإنجليزية: Isabel Jewell)‏ هي ممثلة أمريكية، ولدت في 19 يوليو 1907 في الولايات المتحدة، وتوفيت في 5 أبريل 1972 بلوس أنجلوس في الولايات المتحدة.

## أعمال

### أفلام
- (1934) ميلودراما مانهاتن
- (1935) قصة مدينتين
- (1937) الأفق المفقود
- (1939) ذهب مع الريح[4][5]
- (1947) زوجة الأسقف[6][7]

## وصلات خارجية
- إيزابيل جويل على موقع IMDb (الإنجليزية)
- إيزابيل جويل على موقع قاعدة بيانات برودواي على الإنترنت (الإنجليزية)
- إيزابيل جويل على موقع قاعدة بيانات الأفلام السويدية (السويدية)
- إيزابيل جويل على موقع قاعدة بيانات الفيلم (الإنجليزية)